# Bernt Haas
Bernt Haas (født 8. april 1978 i Wien, Østrig) er en schweizisk tidligere fodboldspiller (forsvarer). 
Haas spillede 36 kampe og scorede tre mål for det schweiziske landshold, som han debuterede for 6. oktober 1996 i en VM-kvalifikationskamp mod Finland. Han var med i den schweiziske trup til EM 2004 i Portugal, og spillede to af schweizernes tre kampe i turneringen, hvor han blev udvist i opgøret mod England.
På klubplan spillede Haas en årrække for Grasshopper i hjemlandet, og havde også udlandsophold hos blandt andet Sunderland og West Bromwich i England samt FC Köln i Tyskland. Han vandt hele fire schweiziske mesterskaber med Grasshopper.

## Titler
Schweizisk mesterskab
- 1995, 1996, 1998 og 2001 med Grasshopper

Schweizisk pokal
- 2003 med FC Basel